# Fernando López Heptener
Fernando López Heptener (Écija, 29 de octubre de 1902 - Zamora, 2 de octubre de 1993) fue un óptico, fotógrafo y cineasta español. Fue pionero en el estudio óptico y en la fotografía.

## Sus primeras fotografías
A los seis años de edad su abuelo le regala la primera cámara de fotografía. Era una cámara de cajón de placas de cristal, de 6,5 x 9 cm, que costó 3,70 Ptas. Con ella tira sus primeras fotos a su hermano mayor cuando hace la primera comunión, fotos que salieron bien. También le regalan por esta época su primer laboratorio, que entre otros artilugios del momento disponía de un peligroso farol de tela roja con una vela dentro.

## De marino a cineasta
En 1921 finaliza la carrera de marino mercante, que llegaría a ejercer por primera vez en los años 50, cuando bota una barca de remos en el río Duero.
En 1923 realiza trabajos de topografía y seguimiento fotográfico en la construcción de los cargaderos de minerales de Rif.
Traslada su residencia a Ronda por razones de salud en 1927, donde rueda su primera película de guion: El Club de las Solteras, un corto mudo de unos once minutos rodado en 16 mm. Probablemente la primera película feminista española con ciertos toques de intriga y humor. Actualmente se encuentra cedida a la Filmoteca Española.
En enero de 1929 le ofrecen un puesto de trabajo en Zamora. Realizará trabajos como delineante y topógrafo para el proyecto Saltos del Duero en la ingeniería de la presa de Ricobayo. En un primer momento trabaja en la construcción del camino a la obra y del replanteo de la presa de 100 m de altura. 
Además, desde los inicios se hace cargo de la realización y revelado de tomas fotográficas y documentales cinematográficos, que sirven para informar del seguimiento de las obras. Trabaja con placas de cristal de tamaño 6x13 cm y 13x18 cm. Impresiona y organiza copias para su envío a Bilbao, sede de las oficinas centrales. Las primeras copias las impresiona en ferroprusiato, ferrogálico y papel ozalid.
El 26 de abril de 1929 aparece en su diario la siguiente anotación: 

«Probando el cine (sale para Bilbao una película).»

Es la primera referencia que se dispone de su actividad cinematográfica en la empresa.
Nada más hacerse unos amigos en esta nueva tierra realiza con ellos su segunda película de guion: Historia de un papel, rodada también en 16 mm, película cómica que trata de los avatares de un papel con la fórmula secreta de un potente explosivo y que todo el mundo quiere. Esta película ha sido donada a la Filmoteca Española.
Cuando su empresa se entera de sus aficiones cinematográficas y aprecia los resultados de sus primeros reportajes en 16 mm, no le importa gastarse unos cuantos reales y comprar una cámara de 35 mm. a manivela, con la que rueda una película sobre la construcción de la Presa: Grandes obras mundiales, que resulta ser uno de los primeros documentales industriales sonoros realizados en España.
A raíz de esta película se le ofrece la corresponsalía para una amplia zona de España del noticiario cinematográfico fox movitone, envía noticias desde 1933 a 1936, rodadas en Córdoba, Sevilla, Salamanca y sobre todo en Zamora.
En su documental Por tierras de Zamora de 1933 mezcla el documental turístico con el industrial y comienza a difundir la imagen de estas tierras.
Se casa en 1935 con Concepción Landa Feliú.

## La guerra y la postguerra
Durante la Guerra Civil realiza varios rodajes para las distribuidoras de noticias UFA y LUCE.
A partir de entonces realiza, en sus ratos libres, documentales industriales y turísticos con una periodicidad prácticamente anual superando en total los 50 documentales. Obtiene con ellos numerosos premios nacionales, muchos de estos documentales representan a España en diversos Festivales Internacionales, obteniendo premios en Berlín, Cannes, Nueva York, Turín, Bilbao, Ruan, París, San Sebastián y Ginebra. Este último en 1986 por la película "GRANDES PRESAS" lo que ha supuesto el tercer premio internacional que obtiene este documental. 
El 27 de marzo de 1942 muere su mujer, se queda viudo y con dos hijos. El 1 de abril de 1944 se casa en segundas nupcias con Dolores Krahe Herrero, con quien tendrá otros 6 hijos.
Como corresponsal de NO-DO le publican más de 100 noticias, no sólo de temas y acontecimientos de la provincia de Zamora, sino también sobre otras provincias españolas.
Ya con TVE actúa como corresponsal desde sus comienzos durante varios años hasta que lo abandona por motivos profesionales.
Fotógrafo incansable, obtiene numerosos premios de fotografía tanto publicitaria como de temas sociales. Realiza un archivo industrial para Iberduero de más de 50.000 placas y negativos.
En 1972 se jubila de la empresa Iberduero, aunque continúa realizando películas como profesional autónomo.
Óptico Diplomado, propietario de un comercio del ramo de la Fotografía y Óptica en la ciudad de Zamora. Delegado Provincial de Zamora del Colegio Nacional de Ópticos, desde su fundación hasta el 16 de diciembre de 1980. 

## Premios y homenajes
La Diputación de Zamora le realiza un homenaje en 1986. Participa como Jurado en las Muestras Nacionales de Cine Industrial organizados por la CEOE. Años 1991, 1992 y 1993.
En octubre de 1991 dentro del marco del IV Certamen de Cine y Vídeo Empresarial e Institucional del País Vasco en Vitoria, le realizan otro homenaje.
Durante la VI Muestra Nacional de Cine y Vídeo de Empresa patrocinado por la CEOE, Benalmádena (Málaga) en 1992 recibe un Premio Especial en reconocimiento a su trayectoria profesional.
1992. Participa como protagonista en la elaboración del documental y posterior libro Ecos de un pasado realizado por Álvaro Chapa y editado por Iberdrola en 1996.
En junio de 1993 la Cámara de Comercio de Zamora le otorga la Medalla a la Dedicación Empresarial.
Fallece en Zamora el día 2 de octubre de 1993.

## Reconocimientos póstumos
En 1994 se edita el libro Cine documental e informativo de empresa. 50 años de producción de Fernando López Heptener en Iberduero y NO-DO, escrito por Mariano Cebrián Herreros, cuyos textos fueron revisados personalmente por López Heptener. 
En 1997 le hacen homenaje póstumo durante la celebración del Primer Centenario del Cine en Zamora. En marzo de ese mismo año la Filmoteca de Castilla y León proyecta una de sus primeras películas Historia de un papel y entregan a su familia una placa en reconocimiento a su aportación al cine de la región.
Desde 1998 se realiza la revisión y restauración del su archivo cinematográfico, depositado por IBERDROLA en la Filmoteca Española.
En los años 1999 – 2000 la Filmoteca Española incluye fragmentos de El Club de las Solteras e Historia de un papel en la exposición Soñar el Cine, itinerante por varias capitales españolas.
El 13 de octubre del 2000. Se estrena en Ronda (Málaga), la película El Club de las Solteras, por haber sido rodada por Fernando en dicha ciudad, allá por el año 1928 y que en su momento nunca fue estrenada.
El 29 de diciembre de 2000. Se estrena en la sede del Club La Opinión El Correo de Zamora y en concreto en el salón de actos de Caja Duero, la película Por Tierras de Zamora restaurada por Juan Mariné ese mismo año.

## Filmografía
- 1927-29 EL CLUB DE LAS SOLTERAS (10') LÓPEZ HEPTENER. B/N 16mm. Ficción. Muda.
- 1929-32 SEGUIMIENTO OBRAS RICOBAYO. SALTOS DEL DUERO. B/N 16mm. y varios documentales mudos con rótulos. Localizados en el año 2000
- 1930-31 HISTORIA DE UN PAPEL (10') LÓPEZ HEPTENER. B/N 16mm. Ficción. Muda.
- 1930-32 GRANDES OBRAS MUNDIALES (11') SALTOS DEL DUERO. B/N 35 mm. Sonora. Se estrenó en el Cine Proyecciones de Madrid en 1932.
- 1930 FIESTA (11') SALTOS DEL DUERO. B/N 16mm. Fiesta en Muelas del Pan. 15 de agosto de 1930. Localizado en el año 1999
- 1933 POR TIERRAS DE ZAMORA (10') SALTOS DEL DUERO. B/N 35 mm. Sonora. Estrenada en el Cine Capitol de Madrid en 1933.
- 1935 AYER Y HOY EN CASTILLA (10') SALTOS DEL DUERO. B/N 35 mm. Sonora.
- 1932-36 NOTICIAS PARA FOX MOVIETONE FOX MOVIETONE B/N:
  - Tienta de Juan Belmonte en Sevilla
  - Homenaje a Unamuno
  - Homenaje a Romero de Torres
  - Concurso de patios cordobeses
- 1936 NOTICIAS PARA UFA Y LUCE. UFA y LUCE. B/N. No hay constancia de títulos ni imágenes.
- 1952 LA PRESA Y EL EMBALSE (11') NO-DO/IBERDUERO. B/N .También aparece como El Salto y la Presa.
- 1954 UNA CENTRAL HIDROELÉCTRICA (10') NO-DO/IBERDUERO. B/N.
- 1956 SALTOS DE AGUA. APROVECHAMIENTO HIDROELÉCTRICO DEL DUERO (10') COLOR. IBERDUERO.
- 1956 ENERGÍA Y FUERZA (20') COLOR. NO-DO/IBERDUERO. 
  - Seleccionada para representar a España en el Festival Internacional Cinematográfico de San Sebastián.
  - Proyectado en el Ciudad de Toledo en sus singladuras alrededor del mundo.
- 1957 CORRESPONSAL DE TVE. TVE B/N. Desde este año rueda noticias sobre la región de Castilla y León
- 1957 DEL PIRINEO AL DUERO (10') COLOR. IBERDUERO. 
  - Seleccionada por el M. de Industria para representar a España en la "FERIA UNIVERSAL DE BRUSELAS" 1957.
  - Seleccionada para su proyección en la Conferencia Mundial de la Energía.
  - NO-DO Distribuye el primer rollo bajo el título Por la Cuenca del Cinca.
- 195? EXCURSIÓN AL PIRINEO (10') B/N Muda. IBERDUERO. Localizada en 1999.
- 1957 POR LA CUENCA DEL CINCA COLOR. NO-DO/IBERDUERO.
- 1958 EL DUERO Y SUS SALTOS (20') COLOR. IBERDUERO. Seleccionada para su proyección en la Feria Internacional de Muestras de Bruselas. Distribuida por NO-DO bajo el título Energía y Fuerza con diferente montaje.
- 1958 EN EL EBRO Y EN DUERO (30') COLOR. IBERDUERO. 
  - Seleccionada por el M. de Industria para representar a España en el X Congreso de la UNESCO. París 1958.
  - II PREMIO de la Real Sociedad Geográfica de España. Madrid 1958.
  - Seleccionado por el Sindicato de Cinematografía para concurrir a varios festivales extranjeros.
- 1959 NOTICIARIO 1958 - 1959 (10') COLOR. IBERDUERO. Seleccionada para su proyección en la Conferencia Mundial de la Energía.
- 1959 EL SALTO DE ALDEADÁVILA (Construcción) (30') COLOR. IBERDUERO.
  - AGUILA DE ORO en el Festival Internacional de Turín.
  - II PREMIO en el Certamen Nacional de Cine Industrial. Madrid 1959.
- 1959 POR TIERRAS DE ARAGÓN COLOR. Eléctricas Reunidas de Zaragoza. Película extraviada.
- 1960 POR LA CUENCA DEL DUERO (32') COLOR. IBERDUERO. Versiones en español e inglés.
  - DIPLOMA en el I Festival Internacional del Film Industrial de Ruan.
  - DIPLOMA en el II Certamen Internacional Iberoamericano y Filipino de Bilbao.
  - Seleccionado por el Sindicato Nacional de Cinematografía y por el departamento de Relaciones Exteriores de la Delegación Nacional de Sindicatos para concurrir a Festivales Internacionales.
- 1961 NOTICIARIO 1961 (13') COLOR. IBERDUERO.
  - DIPLOMA del Certamen Internacional Iberoamericano y Filipino de Bilbao.
- 1961 PARA PRODUCIR LA LUZ (19') COLOR. IBERDUERO. 
  - Seleccionada para representar a España en el I Recontres Internationales du Film pour la Jeunesse. Cannes. Obtiene el DIPLOMA DE HONOR.
  - Seleccionado por el Sindicato Nacional de Cinematografía para concurrir a Festivales extranjeros.
- 1962 CRECIDA DEL DUERO (10') IBERDUERO/NO-DO COLOR
- 1962 DOMINANDO AL DUERO (21') COLOR. IBERDUERO. Seleccionada para representar a España en los siguientes festivales:
  - II PREMIO en el Festival Internacional de la Feria Industrial. New York.
  - Spanish Commercial Week in Ojld.
  - DIPLOMA DE HONOR en III Recontres Internationales du Film pour la Jeunesse. Cannes.
  - III Festival Internacional del Film Industrial. Berlín (Sep-1962).
  - 2.º PREMIO en el IV Certamen Iberoamericano y Filipino de Cine Documental. Bilbao 8-Oct-1962.
- 1962 NOTICIARIO 1962 (15') COLOR. IBERDUERO.
- 1963 LA PRESA DE ALDEADÁVILA (30') COLOR. IBERDUERO. Versiones Español, Inglés, Francés y Árabe . 
  - 2.º PREMIO en el V Certamen Internacional Iberoamericano y Filipino del Cine Documental de Bilbao.
  - II PREMIO en el I Certamen Nacional de Cine Industrial. Madrid 1963.
  - DIPLOMA en el I Certamen Internacional de Cortometrajes en Color.
  - Presentado al IV Festival Internacional del Film Industrial.
  - Seleccionada para exhibirla en la Feria Industrial Internacional de Nueva York.
- 1964 POR LA CUENCA DEL SIL (28') COLOR. IBERDUERO.
  - 2.º Premio en el II Certamen Nacional Cine Industrial. Madrid 1964.
- 1965 SALTO DE ALDEADÁVILA (Inauguración). 2 Versiones 11' COLOR. IBERDUERO.
- 1965 LA CENTRAL DE ALDEADÁVILA (27') COLOR. IBERDUERO. 
  - Seleccionada para Proyectarla en el Festival Internacional de Ruen. (12-Oct-65)
- 1965 Y SIEMPRE LA ELECTRICIDAD (12') COLOR. UNESA.
  - 2.º Premio III Certamen Nacional Cine Industrial. Barcelona 1965.
  - Seleccionada para representar a España en el Festival internacional de Ruen (13-Oct-65)
- 1966 CREANDO ELECTRICIDAD (19') COLOR. IBERDUERO.
- 1967 CUANDO LA LUZ LLEGA (10') COLOR. UNESA.
- 1967 NOTICIARIO 1967 (15') COLOR CINEMASCOPE. IBERDUERO.
- 1968 NOTICIARIO 1968 14' COLOR. IBERDUERO.
- 1968 DE CARA AL FUTURO: La Proeza de un Transporte (14') NUCLENOR. 
  - Placa Honorífica VII Certamen Nacional Cine Industrial. Granada 1969.
- 1969 DOCUMENTO 69 (16') COLOR. IBERDUERO.
- 1970 CEMENTO EN CASTILLA (13') COLOR. CEMENTOS HONTORIA. 
  - Placa Honorífica VIII Certamen Nacional Cine Industrial. Zaragoza 1970.
- 1970 HISTORIAL 70 (15') COLOR. IBERDUERO.
- 1971 HISTORIAL 71 (17') COLOR. IBERDUERO. 
  - Placa Honorífica IX Certamen Nacional Cine Industrial. Santander 1971.
- 1972 HISTORIAL 72 (17') COLOR. IBERDUERO. 
  - Placa Honorífica X Certamen Nacional Cine Industrial. Valladolid 1972.
- 1972 UNA CENTRAL NUCLEAR (18') COLOR. NUCLENOR.
- 1973 GRANDES PRESAS (22') COLOR. IBERDUERO.
  - II Premio XI Certamen Nacional de Cine Industrial. San Sebastián 1973.
  - 2.º PREMIO en el XIV Festival Internacional. París 1973.
  - TURBINA DE ORO en el I Festival Internacional del Cine sobre la Energía. Lausanne- Suiza 23-May-1986.
- 1973 HISTORIAL 73 (16') COLOR. IBERDUERO.
- 1975 HISTORIAL 75 (20') COLOR. IBERDUERO.
- 1975 ASÍ ES VIESGO (22') COLOR. ELECTRA DE VIESGO
- 1975 LA GRAN CHIMENEA (20') COLOR. ENTRECANALES.
- 1976 HISTORIAL 76 (21') COLOR. IBERDUERO. 
  - 2.º Premio en el XIII Certamen Nacional de Cine Industrial. Huelva 1976.
- 1977 75 AÑOS DE HISTORIA (52') COLOR. IBERDUERO.
- 1978 ZAMORA EN EL TIEMPO COLOR. NO-DO

### Documentales sin terminar de los años 70.
- SABOTAJE IBERDUERO COLOR. Sobre el atentado de la Central nuclear de Lemóniz. Rodado en su integridad y premontado.
- CENTRAL NUCLEAR DE LEMÓNIZ COLOR. IBERDUERO. Rodado en su integridad y premontado
- EL SALTO DE ALMENDRA Y CENTRAL DE VILLARINO COLOR. IBERDUERO. Rodado en su integridad y premontado
- Años 40 Se ha localizado el Guion del documental ASÍ CANTA CASTILLA Con música del Maestro Haedo y canciones de la Real Coral de Zamora.